# Рыс, Мирослав
Мирослав Рыс (чеш. Miroslav Rys; 17 августа 1932, Кладно, Чехословакия — 27 ноября 2020) — чехословацкий хоккеист и футболист, нападающий. Известен по выступлениям за клуб «Кладно». Чемпион Чехословакии 1955 и 1959 годов.

## Биография
Мирослав Рыс родился 17 августа 1932 года в Кладно. В 1955 году стал чемпионом Чехословакии в составе клуба «Руда гвезда Брно». В 1959 году повторил это достижение, выиграв золото чехословацкой лиги, выступая за родной клуб «Кладно». За «Кладно» всего провёл 301 матч, забил 153 гола.
В составе сборной Чехословакии стал бронзовым призёром чемпионата мира 1959 года. Всего за сборную сыграл 2 матча.
С 1955 по 1965 год выступал также в чемпионате Чехословакии по футболу за «Баник Кладно». В чехословацкой футбольной лиге провёл 188 матчей, забил 18 голов. Провёл также 7 игр за 2-ю сборную Чехословакии по футболу.
В 1968 году иммигрировал из страны. Перебрался в США, где до 1978 года играл в футбол за клуб «Спарта Чикаго». В 1994 году вернулся в Чехию.
Младший брат Мирослава Рыса Любомир также бывший хоккеист, играл за «Кладно» и «Кошице».
Является членом зала славы хоккея Кладно.

## Достижения
Чемпион Чехословакии 1955 и 1959
 Бронзовый призёр чемпионата мира 1959